# Where Have You Been
Where Have You Been è un brano musicale della cantante barbadiana Rihanna, pubblicato l'8 maggio 2012 come quinto singolo dal suo sesto album Talk That Talk. È stato scritto da Lukasz Gottwald, Ester Dean, Calvin Harris, Cirkut e Geoff Mack, mentre la produzione è stata completata da Harris, Cirkut e Dr. Luke. Solo in seguito al lancio del disco il brano è entrato nelle classifiche d'Irlanda, Australia, Regno Unito, Stati Uniti e Svizzera grazie alle forti vendite in download.
Il brano riproduce un sample di I've Been Everywhere, brano di Geoff Mack nel 1959. Rihanna ha affermato: "Si tratta di una di quelle canzoni che sono diventate subito una droga per me. Non riuscivo a smettere di ascoltarla. È davvero contagiosa. È una piccola dolce lettera d'amore. Amo il fatto che ha un ritmo reggae ma allo stesso tempo un po' di dubstep. È un po' sporca, l'adoro." Il singolo ha ricevuto una nomination nella categoria miglior performance pop solista ai Grammy Awards 2013.

## Descrizione
Where Have You Been è una delle due canzoni di Talk That Talk che vedono la produzione e la composizione da parte di Calvin Harris (l'altra è il singolo We Found Love). È una canzone dance pop e house con elementi di rhythm and blues e hip hop. Ha una misura di 4/4. La base musicale di Where Have You Been consiste in "potenti, freschi sintetizzatori", con parte dell'arrangiamento di ispirazione punk rock. Come ha notato il critico musicale Jon Caramanica, Where Have You Been è un brano house che contiene più influenze della musica pop rispetto a We Found Love. Caramanica ha inoltre paragonato la tonalità della voce di Rihanna durante i versi "I been everywhere, man/looking for someone/someone who can please me/Are you hiding from me yeah/somewhere in the crowd?" a quella della cantante inglese Siouxsie Sioux. Secondo Lindsay Zoladz, critica per Pitchfork, la canzone segue il sound da discoteca di We Found Love, e si basa sulla medesima formula: "un testo semplice che parla di desiderio romantico che esplode in un beat adatto alle discoteche".

## Accoglienza
Numerosi critici musicali hanno notato alcune somiglianze tra Where Have You Been e il singolo di lancio, We Found Love. Andy Kellman di AllMusic ha scritto che Where Have You Been, insieme a We Found Love, è uno dei brani dance preponderanti nel disco, e, a parte l'interpolazione di I've Been Everywhere di Mack nella sua struttura, Kellman ne ha paragonato il ritornello a quello di Rolling in the Deep di Adele. Greg Kot dal Chicago Tribune ha descritto Where Have You Been e We Found Love come brani "rave-tastic" con "un sacco di elettronica ronzante e ruttante". Subito dopo aver esaminato le analogie scaturite dal confronto di Where Have You Been con We Found Love, Randell Roberts del Los Angeles Times ha affermato che il brano "non sarebbe fuori posto nell'Electric Daisy Carnival". Jon Caramanica del New York Times ha scritto che Where Have You Been è "persino più bella" di We Found Love.
Julianne Escobedo Shepherd da Spin ha detto di Where Have You Been che sembra "fatto su misura per un rave in piscina a Coachella". Mark Graham da VH1 ha paragonato il brano a uno dei precedenti successi di Rihanna, Don't Stop the Music del 2007, scrivendo che "Where Have You Been sarà quasi sicuramente la più grande bomba da discoteca di Rihanna da Don't Stop The Music."

## Successo commerciale

### Francia
Where Have You Been ha fatto il suo debutto nella classifica dei singoli più venduti del 26 novembre 2011 in Francia al 46º posto. Rientra in classifica a fine marzo 2012, appena estratto ufficialmente come singolo dall'album Talk That Talk, all'88º posto e, le settimane seguenti, sale sino alla 10ª posizione con 3.710 copie vendute. La settimana successiva, il brano sale all'8ª posizione, vendendo 4.273 copie (il 15% in più della settimana precedente). Scende, occupando per la seconda volta, il 10º posto con altre 4.407 copie vendute (il 3% in più). La settimana successiva, sale alla 2ª posizione con un incremento delle vendite del 45% (6.422 copie vendute) venendo superata solo da Somebody That I Used to Know, stabile al 1º posto con una vendita pari a 11.638 copie. Mantiene la stessa posizione con altre 6.925 copie vendute (l'8% in più) mentre la settimana seguente scende al 3º posto, pur registrando la più alta vendita settimanale (7.296 copie), con un incremento del 5%. Nella classifica del 16 giugno 2012, il brano è uscito dalla top 10, dopo esservi rimasto per nove settimane consecutive. Il singolo ha complessivamente venduto 104.500 copie nel territorio francese.

### Regno Unito
Nel Regno Unito, il brano debutta, ancora prima che sia uscito come singolo ufficiale, alla 61ª posizione mentre la settimana seguente scende al novantaquattresimo posto, per poi uscire dalle prime cento posizioni la settimana successiva. Where Have You Been farà ritorno nella Official Singles Chart cinque mesi dopo, il 12 maggio 2012, al 21º posto con 14.824 copie vendute. La settimana successiva sale all'8ª posizione (diventando la 21ª hit della cantante ad entrare nei primi dieci posti della classifica britannica) vendendo 30.149 copie (il 103% in più della settimana precedente). Sale al 6º posto e lo mantiene per tre settimane consecutive vendendo, rispettivamente, 36.319 (più 20%), 38.815 (più 7%), 45.815 (più 18%) copie. Scende poi alla 9ª posizione con una vendita pari a 32.532 (meno 29%). Esce dalla top 10 nella classifica del 23 giugno 2012, stabilendosi all'11º posto con un decremento delle vendite del 21% (25.718 copie).

### Stati Uniti
Negli Stati Uniti, Il singolo è entrato alla sessantacinquesima posizione nella Billboard Hot 100 vendendo 39 000 copie digitali nella sua prima settimana, grazie alle forti vendite dell'album Talk That Talk. Il singolo raggiunge, come massima posizione, la 5ª grazie alla settima posizione della classifica digitale con altre 122 000 copie vendute (meno dell'1% rispetto alla settimana precedente) e alla quarta in quella radiofonica. Where Have You Been diviene il ventiduesimo singolo di Rihanna in top ten nella Hot 100. Rihanna diviene una delle donne ad aver piazzato più singoli in top ten, alle spalle di Whitney Houston con 23 singoli, Janet Jackson e Mariah Carey entrambe con 27, e Madonna con 38. Rihanna stringe lo scettro per essere stata la donna che ha piazzato più singoli in top ten nella Hot 100 in meno tempo. Lady Gaga la distanzia di poco ed è la seconda donna ad aver piazzato più singoli nella Hot 100, 11 in sette anni. Where Have You Been è stato certificato disco di platino per gli oltre 1 000 000 download digitali venduti dalla Recording Industry Association of America.

### Svezia
In Svezia, Where Have You Been debutta, nella classifica del 2 dicembre 2012, alla 32ª posizione, senza che sia stato pubblicato ufficialmente come singolo, e raggiungendo, la settimana successiva la sua massima posizione (27ª). Dopo essere stato pubblicato come terzo singolo estratto nello Stato svedese, il brano raggiunge il ventinovesimo posto nella classifica dell'8 giugno 2012 e, alla fine dello stesso mese, il singolo viene certificato disco di platino per le oltre 20 000 copie vendute. A novembre 2012, Where Have You Been, avendo superato le 40 000 copie vendute, riceve il doppio disco di platino dalla Swedish Recording Industry Association.

## Video musicale

### Produzione e pubblicazione
L'8 marzo 2012 Rihanna ha annunciato di aver girato un video per Where Have You Been il giorno stesso. Ma la durata complessiva delle riprese è durata dal 7 al 9 marzo. Il video, diretto da Dave Meyers, presenta una coreografia diretta da Hit-Hat, che ha già lavorato con Rihanna per i Brit Award 2012. Il 20 aprile 2012 sono stati pubblicati due dietro le quinte del video sul canale YouTube di Rihanna, mentre il terzo è stato pubblicato il 28 aprile. Il video è uscito il 30 aprile 2012 sul canale VEVO della cantante.. Il video ha battuto il record di Video Più Visto in 24 Ore di VEVO precedentemente detenuto da Stupid Hoe di Nicki Minaj.
È uno dei video che ha ottenuto la certificazione Vevo.

### Sinossi
Con ambientazioni che passano dal deserto alle paludi, il concetto del video è il viaggio di Rihanna alla ricerca di un uomo che può soddisfarla. Il video inizia con la ripresa di uno specchio d'acqua dove la cantante sta nuotando mentre la prima strofa della canzone comincia. Questo lago sembra essere situato in una palude, e Rihanna si presenta come un rettile, con delle squame sulla schiena. Si alternano alla scena delle riprese di Rihanna che canta. Con l'inizio del primo ritornello si vede un primo piano del volto della cantante, in una posa identica a quella della copertina del singolo. Da lì parte una coreografia messa in atto da Rihanna con dei ballerini maschi, in un'ambientazione desertica in mezzo alle piramidi. Il ballo si protrarrà per tutto il ritornello. Con l'inizio della seconda strofa l'ambientazione cambia: Rihanna si trova ora in una capanna preistorica, insieme a delle ballerine femmine. Alla scena si alternano sequenze della cantante in un nido ed altre di Rihanna che canta. A questo punto il video utilizza un po' di effetti speciali, come la visione a specchio. Con l'inizio del secondo bridge inizia un'altra coreografia: questa volta Rihanna balla con delle ballerine femmine in uno scenario non definito con del fumo che sale dal terreno. Successivamente, verso la fine della canzone si vedrà la cantante cantare in una grotta, mentre nello stesso momento pratica un gioco di mani simile a quello di Shiva. Alla fine della canzone Rihanna rientrerà nell'acqua paludosa da cui è uscita all'inizio del video. Questa volta però nell'acqua ci saranno anche dei ballerini.

### Accoglienza
Il video è stato accolto bene dai critici che hanno soprattutto esaltato il fatto che nel video fosse presente una coreografia ben studiata. Kia Makarechi dall'Huffington Post ha affermato che "Rihanna di norma non fa lunghe sequenze di ballo, perciò è interessante osservare la cantante mettersi alla pari di Britney Spears e Christina Aguilera". Sarah Maloy da Billboard ha fatto leva sull'iconografia dell'Induismo esibita nel video e ha paragonato le immagini distorte a quelle del video di We Found Love. Il video è stato anche paragonato per certi aspetti a quello girato nel 1999 per il singolo Waiting for Tonight di Jennifer Lopez.

## Esibizioni dal vivo
Rihanna ha eseguito Where Have You Been in varie occasioni. La prima performance è avvenuta il 13 febbraio 2012 ai 2012 Post-Grammy Charity Fundraiser, dove la cantante ha eseguito la canzone insieme a We Found Love. Il 15 aprile 2012 Where Have You Been è stata cantata al Coachella Valley Music and Arts Festival con la presenza di Calvin Harris. Altre due esibizioni, avvenute rispettivamente il 5 ed il 15 maggio, sono state fatte durante la trasmissione televisiva Saturday Night Live negli Stati Uniti e al 2012 Robin Hood Benefit in New York dove ha esibito la canzone con un set egiziano. Un'altra performance del brano è avvenuta il 23 maggio 2012 durante la finale dell'American Idol.

## Tracce
- Download digitale

1. "Where Have You Been"

- International Remixes EP

1. "Where Have You Been" (Hardwell Club Mix)
2. "Where Have You Been" (Papercha$er Remix)
3. "Where Have You Been" (Hector Fonseca Radio Edit)
4. "Where Have You Been" (Vice Edit)

- U.S. Remixes EP

1. "Where Have You Been" (Hardwell Club Mix)
2. "Where Have You Been" (Hardwell Instrumental)
3. "Where Have You Been" (Papercha$er Remix)
4. "Where Have You Been" (Papercha$er Instrumental)
5. "Where Have You Been" (Hector Fonseca Radio Edit)
6. "Where Have You Been" (Hector Fonseca Remix)
7. "Where Have You Been" (Hector Fonseca Dub)
8. "Where Have You Been" (Vice Club Mix)
9. "Where Have You Been" (Vice Instrumental)

## Formazione
Crediti presi dal booklet del CD Talk That Talk.
- Compositori – Ester Dean, Lukasz Gottwald, Calvin Harris, Henry Walter, Geoff Mack
- Produttori – Dr. Luke, Cirkut, Calvin Harris
- Tecnici vocali – Kuk Harrell, Marcos Tovar
- Aiuto nella registrazione vocale – Jennifer Rosales
- Tecnici dell'audio – Aubry "Big Juice" Delaine, Clint Gibbs
- Mixing – Șerban Ghenea

## Classifiche

### Classifiche settimanali
| Classifica (2011/2012) | Posizione massima |
| ---------------------- | ----------------- |
| Albania                | 2                 |
| Australia              | 6                 |
| Austria                | 20                |
| Belgio (Fiandre)       | 9                 |
| Belgio (Vallonia)      | 6                 |
| Bulgaria               | 3                 |
| Brasile                | 1                 |
| Canada                 | 1                 |
| Danimarca              | 4                 |
| Corea del Sud          | 24                |
| Croazia                | 7                 |
| Francia                | 2                 |
| Germania               | 17                |
| Honduras               | 4                 |
| Giappone               | 8                 |
| Irlanda                | 8                 |
| Israele                | 2                 |
| Italia                 | 23                |
| Messico                | 1                 |
| Norvegia               | 8                 |
| Nuova Zelanda          | 4                 |
| Paesi Bassi            | 12                |
| Portogallo             | 4                 |
| Regno Unito            | 6                 |
| Repubblica Ceca        | 5                 |
| Slovacchia             | 16                |
| Spagna                 | 16                |
| Stati Uniti            | 5                 |
| Svezia                 | 27                |
| Svizzera               | 15                |
| Venezuela              | 2                 |
| Ungheria               | 2                 |

### Classifiche di fine anno
| Classifica (2012) | Posizione |
| ----------------- | --------- |
| Australia         | 53        |
| Belgio (Fiandre)  | 39        |
| Belgio (Vallonia) | 25        |
| Canada            | 26        |
| Croazia           | 48        |
| Danimarca         | 29        |
| Francia           | 23        |
| Grecia            | 41        |
| Israele           | 6         |
| Nuova Zelanda     | 25        |
| Paesi Bassi       | 48        |
| Polonia           | 9         |
| Regno Unito       | 32        |
| Spagna            | 47        |
| Stati Uniti       | 21        |
| Svezia            | 51        |
| Ungheria          | 28        |
| Venezuela         | 12        |

## Date di pubblicazione
| Paese       | Data           | Formato                        | Etichetta       |
| ----------- | -------------- | ------------------------------ | --------------- |
| Stati Uniti | 8 maggio 2012  | Airplay                        | Def Jam         |
| Stati Uniti | 22 maggio 2012 | Download digitale              | Def Jam         |
| Germania    | 25 maggio 2012 | CD singolo e download digitale | Universal Music |
| Regno Unito | 27 maggio 2012 | Download digitale              | Mercury         |
| Stati Uniti | 28 maggio 2012 | Radio Pop/Moderna/AC           | Def Jam         |